# Back in Black (album)
A Back in Black az ausztrál AC/DC együttes nyolcadik albuma, amely 1980 júliusában jelent meg az Atlantic Records gondozásában. Bon Scott 1980. februári halála után ez volt az első nagylemez, amely már az új énekessel, Brian Johnsonnal készült.
Az album a Rolling Stone magazin által 2003-ban összeállított Minden idők 500 legjobb albumának listáján a 73. helyre került. Szerepel továbbá az 1001 lemez, amit hallanod kell, mielőtt meghalsz című könyvben. Megjelenése óta az album huszonötszörös(!) platinalemez lett az USA-ban, tízszeres platina Kanadában, nyolcszoros platina Angliában, négyszeres platina Ausztráliában, és több más országban is platina- ill. aranylemezek sorát kapta. Az eddig 50 millió példányban elkelt Back in Black minden idők legtöbb példányban elkelt hard rock albuma, és Michael Jackson Thriller c. lemeze, valamint a Pink Floyd The Dark Side of the Moon albuma után a harmadik legtöbb példányban eladott nagylemez a világon.

## Története
1980. február 19-én az AC/DC énekesét, Bon Scottot holtan találták egy barátja háza előtt, abban az autóban, amelyben az előző átbulizott éjszaka után elaludt. A hivatalos orvosi jelentés szerint az énekes akut alkoholmérgezés következtében hunyt el. Ekkor a csapat már próbálgatta az új ötleteket a londoni E-Zee Hire stúdióban, az USA-ban éppen az egymillió eladott példányt elért Highway to Hell című album folytatásához. Az előző album sikerei után a producer Mutt Lange és a hangmérnök Tony Platt természetesen újra bizalmat kapott az együttestől és a kiadótól, de még meg kellett találni a megfelelő énekest. A sokadik jelölt után végül Mutt Lange ajánlotta, hogy hallgassák meg Brian Johnsont, a Geordie korábbi énekesét, akivel korábban amúgy Bon Scott is összehaverkodott Angliában. A zenei sajtóban rengeteg találgatás jelent meg, hogy ki lehet az új énekes, végül az AC/DC április 8-án jelentette be hivatalosan, hogy Brian Johnson lett a befutó. Egy hét próba után a Bahamákra utaztak, hogy a Compass Point Studiosban folytassák a munkát.
A zenét, mint mindig, most is Malcolm és Angus Young írták. A kész dalokhoz aztán Briannek kellett megírnia a dalszövegeket. Az album tényleges felvétele április végén kezdődött. A lemeznyitó "Hell's Bells" című dalban megszólaló egytonnás harangot kifejezetten az együttes számára öntötték az angliai Loughborough városában. Később a koncerteken is ezt a harangot használták. A lemezfelvétel közel két hónapig tartott, a keverést pedig New Yorkban, az Electric Lady Studiosban végezték. Július elején, még a lemez megjelenése előtt a Let There Be Rock koncertfilm két francia rendezőjével promóciós klipeket forgattak az album öt dalához. A Back in Black (magyarul kb. Visszatérés feketében) címet kapott album teljesen fekete színű lemezborítójához hasonlóan a klipekben is csak egy egyszerű fekete háttér előtt játszanak.
Megjelenésekor az album óriási sikert aratott világszerte. Augusztus 9-én a brit lemezeladási lista élére került és két hétig ott is maradt. Amerikában az album egészen a 4. helyig tornázta fel magát a Billboard 200 listáján, a You Shook Me All Night Long kislemez pedig Angliában és Amerikában is bekerült a Top 40-be. (Ehhez a dalhoz hat évvel később 1986-ban egy új, vidámabb, sztoris klipet forgattak David Mallet rendezővel.) Novemberben a Rock 'n' Roll Ain't Noise Pollution kislemez 15. lett a brit slágerlistán. Amerre csak eljutott a világkörüli turné az album eladásai az egekbe szöktek. A Back in Black több milliós lemezeladásának hatására az Atlantic kiadó amerikai irodájában elővették az Egyesült Államokban korábban ki nem adott 1976-os Dirty Deeds Done Dirt Cheap című AC/DC albumot, melyen természetesen még Bon Scott énekelt, és 1981 márciusában megjelentették.

## Az album dalai
| 1. | Hell's Bells                   | Angus Young, Malcolm Young, Brian Johnson | 5:09 |
| 2. | Shoot to Thrill                | Young, Young, Johnson                     | 5:14 |
| 3. | What Do You Do for Money Honey | Young, Young, Johnson                     | 3:33 |
| 4. | Givin the Dog a Bone           | Young, Young, Johnson                     | 3:30 |
| 5. | Let Me Put My Love Into You    | Young, Young, Johnson                     | 4:12 |

| 6.  | Back in Black                       | Young, Young, Johnson | 4:13 |
| 7.  | You Shook Me All Night Long         | Young, Young, Johnson | 3:28 |
| 8.  | Have a Drink on Me                  | Young, Young, Johnson | 3:57 |
| 9.  | Shake a Leg                         | Young, Young, Johnson | 4:03 |
| 10. | Rock and Roll Ain't Noise Pollution | Young, Young, Johnson | 4:12 |

- Zenelista[8]

## Közreműködtek
- Brian Johnson – ének
- Angus Young – szólógitár
- Malcolm Young – ritmusgitár
- Cliff Williams – basszusgitár
- Phil Rudd – dob

## Újrakiadások
- 1994-ben jelent meg CD-n először a Back in Black, remasterelt változatban.
- 1997-ben a Bonfire Box Set részeként jelent meg az album remasterelt változata.
- 2003-ban a Sony BMG kiadó a teljes AC/DC katalógust újra kiadta az AC/DC Remasters Series sorozatban.
- 2004-ben dualdisc formában jelent meg az album, LPCM sztereó hanggal, valamint az album történetét bemutató The Story of Back in Black című dokumentumfilmmel kiegészítve.

## Eladási eredmények

### Nagylemez
| Év   | Lista                                     | Helyezés |
| ---- | ----------------------------------------- | -------- |
| 1980 | UK Albums Chart                           | 1        |
| 1980 | US Billboard 200                          | 4        |
| 1980 | Ö3 Austria Top 40                         | 2        |
| 1980 | Norwegian Album Charts                    | 11       |
| 1980 | Recorded Music NZ Album Top 50            | 24       |
| 1981 | Australian Kent Music Report Albums Chart | 1        |
| 1991 | US Billboard Top Pop Catalog Albums       | 1        |
| 2008 | US Billboard Top Pop Catalog Albums       | 1        |
| 2009 | Finnish Albums Chart                      | 9        |

### Kislemezek
| Év   | Dal                                 | Lista                   | Helyezés |
| ---- | ----------------------------------- | ----------------------- | -------- |
| 1980 | You Shook Me All Night Long         | Brit kislemezlista      | 38       |
| 1980 | You Shook Me All Night Long         | US Billboard Hot 100    | 35       |
| 1980 | Rock And Roll Ain't Noise Pollution | UK Singles Chart        | 15       |
| 1981 | Back in Black                       | US Billboard Hot 100    | 37       |
| 1981 | Hells Bells                         | US Billboard Top Tracks | 52       |
| 1981 | Back in Black                       | US Billboard Top Tracks | 51       |
| 1981 | Shoot To Thrill                     | US Billboard Top Tracks | 60       |

### Minősítések
| Ország             | Példányszám | Minősítés        |
| ------------------ | ----------- | ---------------- |
| Egyesült Államok   | 25,000,000  | 25x platinalemez |
| Kanada             | 10,000,000  | 10x platinalemez |
| Egyesült Királyság | 8,000,000   | 8x platinalemez  |
| Ausztrália         | 4,000,000   | 4x platinalemez  |